# Lijst van voetbalinterlands Anguilla - Dominicaanse Republiek (vrouwen)
Deze lijst van voetbalinterlands is een overzicht van alle officiële voetbalinterlands tussen de nationale vrouwenteams van Anguilla en Dominicaanse Republiek. De landen hebben tot nu toe één keer tegen elkaar gespeeld. 

## Wedstrijden
| № | Plaats        | Datum       | Competitie           | Wedstrijd                         | Uitslag |
| - | ------------- | ----------- | -------------------- | --------------------------------- | ------- |
| 1 | San Cristóbal | 11 mei 2018 | WK 2019 kwalificatie | Dominicaanse Republiek − Anguilla | 3 − 0   |

## Samenvatting
| Competitie      | Totaal gespeeld | Winst Anguilla | Gelijk | Winst Dominicaanse Republiek | Doelsaldo Anguilla – Dominicaanse Republiek |
| --------------- | --------------- | -------------- | ------ | ---------------------------- | ------------------------------------------- |
| WK kwalificatie | 1               | 0              | 0      | 1                            | 0 − 3                                       |
| Totaal          | 1               | 0              | 0      | 1                            | 0 − 3                                       |